# Conceição das Alagoas
Conceição das Alagoas este un oraș în unitatea federativă Minas Gerais (MG), Brazilia.